# Brenthis melanosa
Brenthis melanosa är en fjärilsart som beskrevs av Cabeau 1926. Brenthis melanosa ingår i släktet Brenthis och familjen praktfjärilar. Inga underarter finns listade i Catalogue of Life.